# Юнион (Южная Каролина)
Юнион (англ. Union) — крупнейший город и административный центр одноимённого округа в штате Южная Каролина в Соединённых Штатах Америки.
Согласно результатам переписи населения США, проведённой в 2020 году, число жителей города составляло 8174 человека, что, для такого небольшого населённого пункта, существенно меньше (− 2.6%), чем было во время предыдущей переписи прошедшей в 2010 году (8393 человека).

## История
Город и округ получили своё название (Union) от старой церкви Юнион, стоявшей неподалёку от Монарх-Милл. В момент своего основания город назывался Юнионвилл, но позднее название было сокращено до Юнион. 

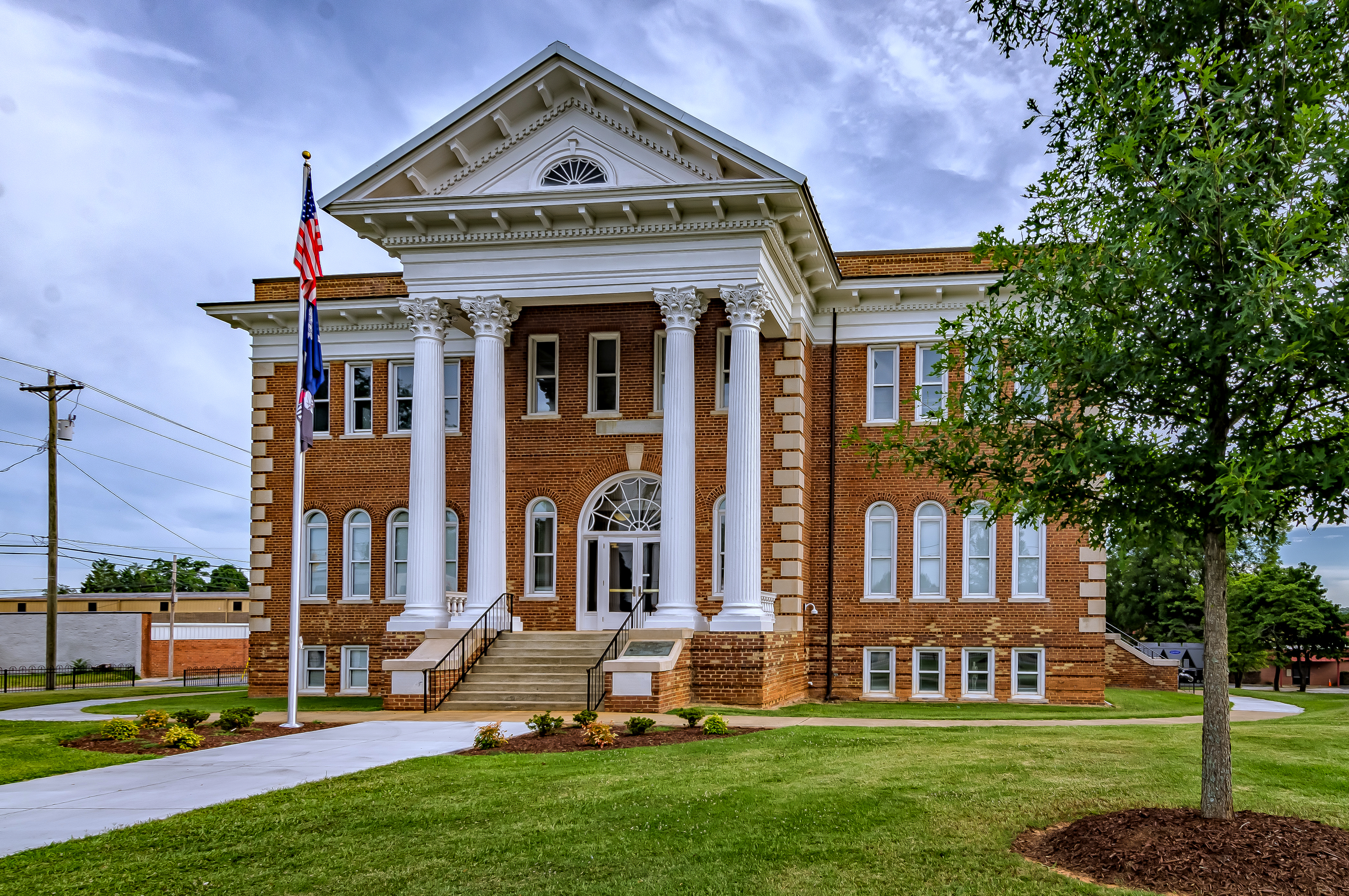
Здание Университет Южной Каролины Юнион

Первые белые поселенцы прибыли в округ из Вирджинии в 1749 году. Население округа Юнион росло наиболее быстрыми темпами в период с 1762 года до начала Войны за независимость США. Поселенцы строили преимущественно бревенчатые хижины (лес вокруг был в изобилии), выращивали табак, лён, кукурузу и пшеницу. Юнион был одним из первых городов, основанных в этом районе, и не пострадал во время Гражданской войны в США, поскольку в решающий момент река Брод разлилась и заставила войска Шермана, солдаты которого следовали придуманной им тактике «тотальной войны» (более известна как «тактика выжженной земли») отступить.
В 1965 году в Юнионе открыл свои двери студентам Университет Южной Каролины Юнион (филиал Южно-Каролинского университета).
В 2009 году журнал «Library Journal» назвал библиотеку города Юнион «лучшей малой библиотекой Америки».

## География
В соответствии с данными указанными на сайте центрального статистического органа страны — Бюро переписи населения США, общая площадь города составляет 8 квадратных миль (21 км2), и вся эта территория приходится на сушу.

## Климат

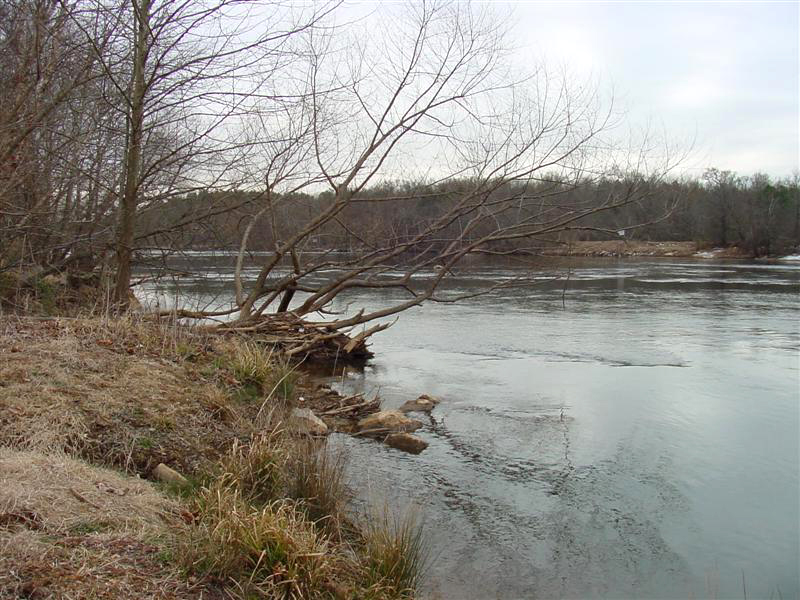
Брод (река) спасшая Юнион от разграбления

Согласно данным представленным Национальной метеорологической службой США, по классификации климатов Кёппена, в городе Юнион влажный субтропический климат, который сокращённо обозначается на климатических картах аббревиатурой «Cfa». 
Самая высокая температура, зарегистрированная в Юнионе, составила 43,3 °C (110 °F) 4 сентября 1925 года и 1 июля 2012 года, а самая низкая достигла отметки —23,9 °C (−11 °F) 14 февраля 1899 года.